# Capo Teulada
Il capo Teulada (conosciuto dai latini come Chersonesum Promontorium) è un promontorio situato in Sardegna sullo stretto denominato canale di Sardegna. 
È la parte terminale della penisola di Corte Arresi, in territorio del comune di Teulada, nella parte sud occidentale dell'Isola di cui costituisce l'estrema punta meridionale. 
È collegato alla terraferma tramite l'istmo di Bocca Forti dove secondo gli archeologi si trovava l'antico insediamento romano di Tegula . 
Pareti a picco sul mare, spiagge di sabbia bianca con dune e una costa rocciosa, caratterizzano questo estremo lembo di terra sarda, in buona parte occupato dal poligono militare di Teulada.

## Politica
Da anni gli abitanti del luogo, comitati locali, movimenti e partiti indipendentisti chiedono lo smantellamento del poligono militare e la cancellazione di ogni servitù, con la bonifica dell'area interessata, per ottenere la restituzione della stessa a bene comune.